# 조수진 (만화가)
조수진(1979년 5월 7일 ~ 2011년 3월 5일)은 대한민국의 만화가이다. '오방떡소녀'라는 필명으로 활동했다. 2011년 3월 5일에 임파선암으로 사망하였다.향년 33세 번역서 '좋은 부모의 시작은 자기치유다' 와
'암은 암, 청춘은 청춘', '오방떡소녀의 행복한 날들'등의 작품을 남겼다. 유해는 충청남도 금산군에 위치한 금산납골당에 안치됐다.

## 참고 자료
- 네이버 인물 정보 - 조수진